# Amic de Magalona
Amic (Amicus) fou comte de Magalona conegut per les actes d'un concili datat l'any 788 o 791. Apareix com a testimoni de l'arquebisbe de Narbona sobre els límits de la diòcesi en relació al Rasès (que reclamava el bisbe d'Elna) i de la regió de l'Orb (que reclamava el bisbe de Besiers). Va deposar el seu testimoni al concili de Narbona del 791 i és l'únic document conegut d'aquest. L'abat Gariel el 1583 en la seva "Histoire des évêques de Maguelonne" el va assenyalar com a fill d'Aigulf, comte de Magalona i pare de Benet d'Aniana i, per tant, Amic és el germà d'aquest darrer. Si bé Gariel no va aportar documents posteriorment van sortir a la llum. Tenia una germana de nom Osmonda. Es creu que el seu successor Robert de Magalona era fill seu.